# 茨城県道129号下妻常総線

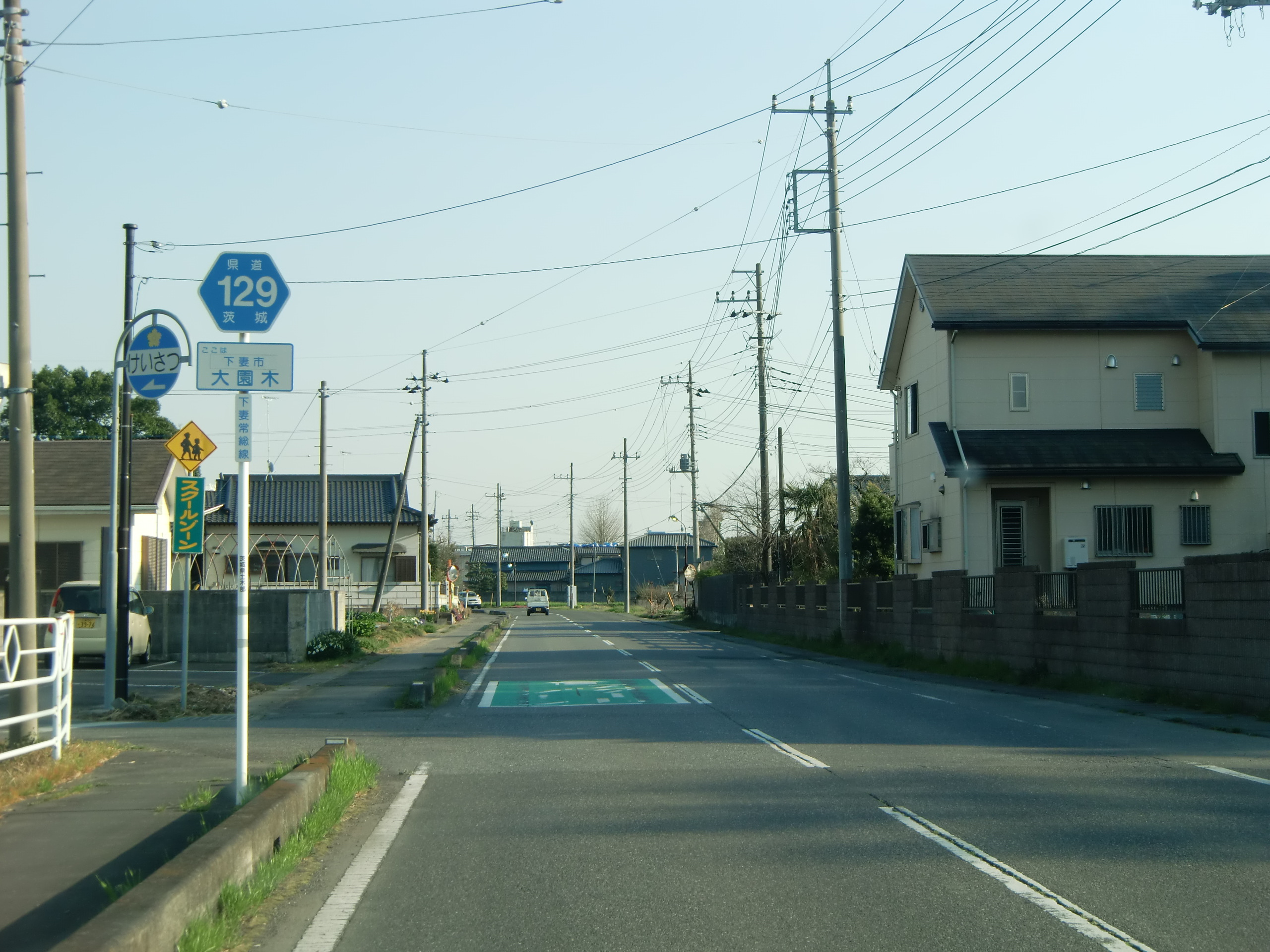
下妻市大園木（2011年4月）

茨城県道129号下妻常総線（いばらきけんどう129ごう しもつまじょうそうせん）は、茨城県下妻市から常総市に至る一般県道である。

## 概要
下妻市の国道125号（下子交差点）から南下し常総市新井木町の茨城県道130号常総取手線まで、ほぼ小貝川の右岸に沿って南北に縦断する延長約21kmの一般県道。国道294号の西側を除き、古くからある集落を貫くように結んでおり、道幅の狭い区間が多数あるほか、クランク状の箇所も複数存在する。

### 路線データ
- 起点：茨城県下妻市下妻戌（国道125号交点＝下子交差点）[1]
- 終点：茨城県常総市新井木町（茨城県道130号常総取手線交点＝大和橋北交差点）[1]
- 総延長：20.810 km[2]
- 重用延長：0.123 km[2]
- 未供用延長：なし[2]
- 実延長：20.687 km[2]
- 自動車交通不能区間延長[注釈 1]：なし[2]

## 歴史
1959年（昭和34年）10月14日、新たな県道として下妻市下子町を起点とし、結城郡石下町を経由して水海道市（現、常総市）を終点とする区間を本路線とする下子水海道線として茨城県が県道路線認定した。
2006年（平成18年）に、平成の大合併により水海道市が消滅して常総市と改称したことから、路線名が県道下妻常総線に改称された。

### 年表
- 1931年（昭和6年）9月1日：現在の路線の前身にあたる吉沼下妻線と蚕飼水海道線が路線認定される。
- 1959年（昭和34年）10月14日
  - 県道下子水海道線（図面対象番号93）として路線認定される[3]。
  - 道路の区域は、下妻市下子町の二級国道佐原熊谷線（国道125号）分岐から水海道市新井木町の主要地方道土浦野田線（現在の国道354号にあたる）交点までと決定された[1]。
- 1982年（昭和57年）9月27日：水海道市平町、長助町の区間に待避所6か所を設置する道路工事区域を指定[4]。
- 1995年（平成7年）3月30日：整理番号152から現在の番号（整理番号129）に変更される[5]。
- 2000年（平成12年）2月10日：千代川村大字鯨 - 結城郡石下町大字館方のバイパス道路を供用開始[6]。
- 2001年（平成13年）
  - 6月11日：千代川村大字大園木（主要地方道つくば古河線） - 大字鯨のバイパス開通により、バイパス（鯨地区）が全線開通[7]。
  - 8月16日：千代川村大字大園木、大字鯨の旧道（計1.056 km）が指定解除により町道へ降格する[8]。
- 2006年（平成18年）4月1日：現在の路線名である下妻常総線へ改称[9]。
- 2024年（令和6年）9月17日：下妻市大園木 - 下妻市鯨の0.3 km区間に、道路改良バイパスを設置する道路区域を指定[10]。

## 道路施設
- 糸繰橋（下妻市下妻戊 - 古沢）
- 加養橋（八間掘川、下妻市加養・亀崎）
- 大園木橋（下妻市大園木）
- 豊橋（豊田排水路、常総市本豊田）
- 十花橋（常総市十花）

## 地理

### 通過する自治体
- 茨城県
  - 下妻市 - 常総市

### 交差する道路
- 国道294号常総バイパス（下妻市大園木、亀崎交差点）
- 茨城県道56号つくば古河線（下妻市大園木）
- 茨城県道24号土浦境線（常総市本豊田）
- 茨城県道123号土浦坂東線（常総市上蛇町）
- 国道354号（常総市平町、大生小南交差点）